# Cashtal yn Ard
Koordinaten: 54° 16′ 31,6″ N, 4° 21′ 47,7″ W
Cashtal yn Ard (auch Cashtel yn Ard – deutsch Castle auf den Höhen) ist eines der am besten erhaltenen vorzeitlichen Denkmäler auf der Isle of Man und den Britischen Inseln. Cashtal yn Ard liegt in der Maughold parish, im Nordosten der Insel, auf einem Hügel zwischen Glenmona und Cornaa. Es wurde in den 1930er Jahren und 1999 ausgegraben. Eine Notiz von 1795 nennt das Denkmal „Cashtal y mucklagh y vagileragh“ (das Castle des Feldschweinestalls).
Es ist eine von einer Handvoll neolithischer Megalithanlagen des Typs Clyde Tomb auf der Insel, die etwa auf 3000 v. Chr. datiert werden. Das über 100 m lange Denkmal ist etwa West-Ost orientiert und eines der größten seines Typs. Es war ursprünglich ein 16 auf 13 m breiter konischer Steinhügel mit einer stark eingetieften gepflasterten Fassade, die einen hufeisenförmigen etwa neun mal sechs Meter großen Vorhof bildet, wie er eher für Court Tombs typisch ist. Dahinter befinden sich, in Linie liegend, fünf große Kammern (etwa 3,0 m × 1,8 m), die durch den etwa 50 cm breiten Zugang erreichbar sind. Einige der bis zu drei Meter hohen Steine aus Granit, die den Vorhof begrenzen und jene Steine, die die Anlage einfassen, wozu auch solche aus weißem Quarz gehören, sind in situ erhalten. Die Steine zu beiden Seiten des Zugangs sind besonders eindrucksvoll. Die Anlage ist zweiphasig, denn ihr hinterer Teil ist deutlich anders gestaltet. In der Mitte, auf der Achse liegend befindet sich eine ovale Zone (burnt area) mit verbranntem Material.

Cashtal yn Ard
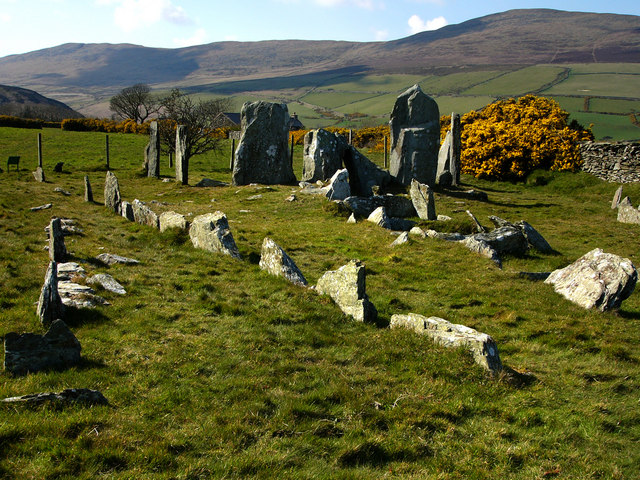
deutlich die zipfelartige Gestaltung eines der Steine der Exedra
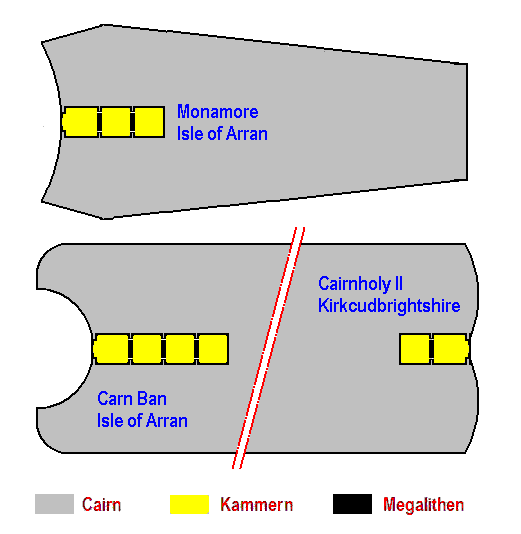
Schema von Clyde Tombs
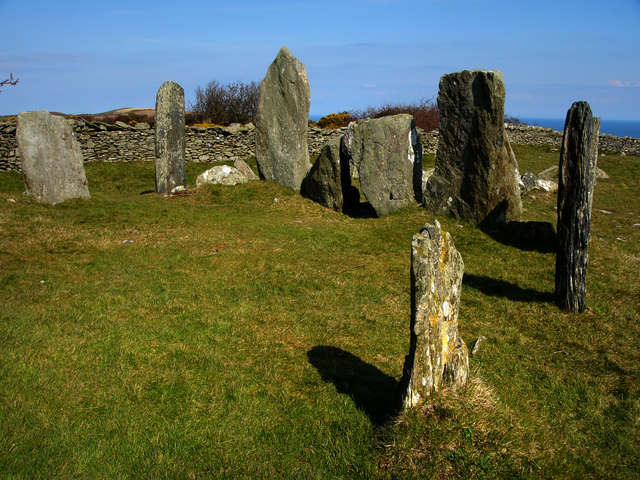
Cashtel yn Ard

In der Nähe befindet sich der Tholtan Cashtal yn Ard, die Ruine eines verlassenen und verfallenen, dachlosen alten Bauernhauses.